# Szczuczanka
Szczuczanka (ros. Щучанка) – wieś (dieriewnia) w Rosji, w obwodzie kurgańskim, w rejonie almieniewskim. W 2010 liczyła 126 mieszkańców.